# آلپ‌هت (فیلم)
«آلپ‌هت» (انگلیسی: The Alps) فیلمی در ژانر مستند است که در سال ۲۰۰۷ منتشر شد.